# Dusona montrealensis
Dusona montrealensis är en stekelart som först beskrevs av Henry Lorenz Viereck 1926.  Dusona montrealensis ingår i släktet Dusona och familjen brokparasitsteklar. Inga underarter finns listade i Catalogue of Life.